# La Chapelle-d'Andaine
La Chapelle-d'Andaine là một xã thuộc tỉnh Orne vùng Normandie tây bắc nước nước Pháp. Xã này nằm ở khu vực có độ cao trung bình 128 mét trên mực nước biển.